# Кірха святої Катерини на Муху
Кі́рха свято́ї Катери́ни на Муху — (ест. Muhu Katariina kirik) — храм Естонської євангелічно-лютеранської церкви. Розташована у центрі села Лііва на острові Муху. Об'єкт внесений у список національних історичних пам'яток Естонії під номером 21007. Належить до числа найстаріших будівель на острові. Поруч із церквою розташовано цвинтар.
Церква була, ймовірно, побудована у середині XIII сторіччя, як католицька церква-фортеця. Перші згадки припадають на 1267 році. Вона, ймовірно, була дерев'яною. На рубежі XIII й XIV сторіччя зведена нова, кам'яна, на місці теперішньої.
Належала до Езель-Віцького єпископства. Храм було зруйновано у 1640 році, а також під час III північної війни.
У 1924 році побудовано дах вежі.
У 1941 році у кірху влучила бомба від чого зазнав руйнування її дах, що був поладнаний тільки у 1956—1969 роках. За радянської доби, храм було закрито й він поступово руйнувався. Після відновлення Естонією незалежності, кірха була відремонтована й знову висвячена у 1994 році.